# Christian (piłkarz)
Christian, właśc. Christian Corrêa Dionisio (ur. 23 kwietnia 1975 w Porto Alegre) – brazylijski piłkarz, występujący podczas kariery na pozycji napastnika.

## Kariera klubowa
Christian rozpoczął piłkarską karierę w rodzinnym Porto Alegre w klubie SC Internacional, jednakże przed debiutem ligowym wyemigrował do Portugalii. W czasie pobytu Portugalii (1993–1996) występował kolejno w: Marítimo, Estoril-Praia i Farense. W 1996 powrócił do ojczyzny do Internacionalu. W Internacionalu grał do 1999 roku. W tym czasie zdobył z Internacionalem mistrzostwo stanu Rio Grande do Sul – Campeonato Gaúcho w 1997 roku.
Dobra gra zaowocowała transferem do Paris Saint-Germain. W klubie z Paryża grał do 2001 roku, a jego dobra gra pomogła w wywalczeniu wicemistrzostwa Francji w 2000 roku. W 2001 przeszedł do innego francuskiego klubu Girondins Bordeaux. Po niezbyt udanym sezonie (2001/02) Christian w kolejnych trzech latach był wypożyczny do: SE Palmeiras, Galatasaray i Grêmio. W 2005 został zawodnikiem japońskiego Omiya Ardija, szybko jednak został wypożyczony do São Paulo FC. Z São Paulo zdobył Klubowe Mistrzostwo Świata 2005.
W latach 2006–2008 często zmieniał kluby. W tym okresie Christian grał w: Botafogo, EC Juventude, Corinthians Paulista, SC Internacional, Portuguesa oraz meksykańskiej CF Pachuca. Z Botafogo wywalczył mistrzostwo stanu Rio de Janeiro – Campeonato Carioca w 2006 roku.
W 2010 był zawodnikiem Atlético Monte Azul i drugoligowego AD São Caetano, w którym zakończył karierę.

## Kariera reprezentacyjna
Christian za sobą występy w reprezentacji Brazylii, w której zadebiutował 10 września 1997 w towarzyskim meczu z reprezentacją Ekwadoru. W 1999 roku wygrał z canarinhos Copa America oraz zajął drugie miejsce w Pucharze Konfederacji. 3 marca 2001 Christian wystąpił po jedenasty i zarazem ostatni w barwach canarinhos w towarzyskim meczu przeciwko reprezentacją USA.